# 黄富俊
黄 富俊（こう ふしゅん）は、満州国の政治家。別号は潤軒。

## 事績
奉天法政学堂を卒業し、1908年（光緒）4月、奉天度支司書記官となる。1914年（民国3年）8月、奉天省財政庁総務課正司書に任ぜられ、1916年（民国5年）3月、同庁制用科科員となる。1919年（民国8年）、同庁予算股長となった。
1921年（民国10年）9月、黄富俊は察哈爾省財政庁征榷科科長兼长兼察哈爾銀行座弁に起用された。1923年（民国12年）11月、奉天陸軍糧秣廠第1科科長となり、翌年12月には鎮威上将軍公署軍需処第1科科長も兼任した。1927年（民国16年）5月、鎮威軍総兵站処兵站監兼陸軍糧秣廠総務官に昇進した。1929年（民国18年）12月、東省特別区（ハルビン特別区）公署顧問兼道勝銀行清理員となっている。
満州国が建国された当初に黄富俊は民政部理事となり、1932年（大同元年）3月に、民政部地方司司長に任命された。1937年（康徳4年）に民政部が民生部に改組されるまで、一貫してその地位をつとめる。同年7月1日、安東省省長に任命される。1939年（康徳6年）8月、竜江省省長に移る。1942年（康徳9年）9月、興農部大臣に昇進し、満州国滅亡まで、その任にあった。
満州国滅亡後に黄富俊は逮捕され、中華人民共和国成立後になって撫順戦犯管理所へ収監された。具体的な没年は不明だが、収監中に死去した。